# Эйлер, Пётр Константинович
Петр Константинович Эйлер (1827 — 1 февраля 1881) — русский военный и государственный деятель, генерал-майор (1870), помощник военного губернатора Сыр-Дарьинской (1869—1877) и Семиреченской областей (1877—1880) и председатель областных правлений.

## Биография
Родился в 1827 году. Из дворян Санкт-Петербургской губернии, сын полковника. В 1837—1845 годах учился в Московском кадетском корпусе, откуда был выпущен прапорщиком в Лейб-гвардии Павловский полк. Служа в том же полку, в 1860 году  был произведён в капитаны. 
В 1861 году, на фоне событий Крестьянской реформы (отмены крепостного права в России), капитан Эйлер был назначен мировым посредником Верхотурского уезда Пермской губернии, и оставался на этой должности вплоть до 1866 года, причём часть этого времени, по поручению пермского губернатора А. Г. Лашкарёва (в должности: 1860—65), являлся также мировым посредником на казённых заводах Горноблагодатского горнозаводского округа в Кунгурском и Верхотурском уездах. В 1866—68 годах, при следующем пермском губернаторе Б. В. Струве (в должности: 1865—70), Эйлер был мировым посредником и председателем мирового съезда Ирбитского уезда той же губернии, причем в феврале 1867 года был произведён в полковники с переименованием в коллежские советники и с увольнением от военной службы. 
Однако, уже в следующем 1868 году Эйлер был снова переименован в полковники с назначением в распоряжение первого Туркестанского генерал-губернатора и покорителя Туркестана Константина Петровича фон Кауфмана (занимал эту должность в 1869—1881 годах), и с зачислением по армейской пехоте, а через год был назначен исправляющим должность помощника (первого заместителя)  Сыр-Дарьинского военного губернатора Н. Н. Головачёва (в должности: 1867—77) и председателя Сыр-Дарьинского областного правления. За отличную работу на этой должности Эйлер летом 1870 года был произведен в генерал-майоры. 
Семь лет спустя, летом 1877 года, Эйлер был назначен на сходную должность в Семиреченскую область: помощником (первым заместителем) военного губернатора Г. А. Колпаковского (в должности: 1867—82) и председателем областного правления.
Скончался 1-го февраля 1881 года (по старому стилю), на 54-м году от рождения.

## Старшие награды
- Орден Святого Владимира 3-й степени
- Орден Святого Станислава 1-й степени
- Орден Святой Анны 1-й степени